# Крылов, Андрей Евгеньевич
Андре́й Евге́ньевич Крыло́в (род. 5 марта 1955, Москва) — советский и российский литературовед, текстолог, библиограф

.

## Биография
Андрей Крылов родился 5 марта 1955 года в Москве.
В 1978 году окончил Московский экономико-статистический институт (МЭСИ) по специальности инженер-экономист. В СССР работал лаборантом на кафедре иностранных языков Московского Медицинского института, радиомонтажником на машиностроительном заводе, инженером в НИИ информации по атомной науке и технике (ЦНИИатоминформ), представителем уральской старательской артели в Москве.
С 1972 года занимается историографией и текстологией такого рода литературы как авторская песня, а также городского (уличного и пр.) фольклора. В 1978—1981 годах — на общественных началах заведующий архивом Московского КСП. В 1979—1985 годах являлся главным редактором самиздатской газеты «Менестрель». Два выпуска этой газеты републикованы в полном составе в России (факсимильно) и в США. В 1980—1991 годах — председатель комиссии по творческому наследию В. С. Высоцкого при Всесоюзном совете клубов самодеятельной (авторской) песни.
После отмены цензуры недолго работал главным редактором фирмы, издающей песни поющих поэтов. С 1996 по 2003 годы — заместитель директора по музейной и научной работе Государственного культурного центра-музея В. С. Высоцкого.
С 1987 года публикуется во многих советских, российских и московских газетах и журналах, а также в различных альманахах и сборниках (впервые — текстологическая подготовка и краткие комментарии ко второму изданию книги В. Высоцкого «Нерв», 1982). Текстолог и составитель ряда сборников В. Высоцкого и воспоминаний о нём. В 1989—1991 гг. в соавторстве с Владимиром Новиковым вёл регулярную рубрику «Антология авторской песни» в журнале «Русская речь» Российской Академии Наук. В 1990—2002 гг. опубликовал отдельными изданиями, в сборниках и журналах более двух десятков библиографий о творчестве поэтов-бардов (часть — в соавторстве с В. Ш. Юровским). Был главным редактором и составителем (с Б. Б. Жуковым; В. А. Щербаковой) шести выпусков ежегодника «Мир Высоцкого» (1997—2002), составителем четырёх сборников научных статей о творчестве Б. Окуджавы (2002) и А. Галича (2001—2009). В качестве консультанта (научного консультанта, научного редактора) участвовал в подготовке ряда телефильмов и книг по теме авторской песни.
В работах 1987—1990 годов впервые научно обосновал подходы к публикации устной авторской поэзии на примере творчества Высоцкого, за что на первых порах подвергся необоснованной критике на страницах газеты «Советская культура» и журнала «Литературное обозрение». В настоящее время издания, основанные на сформулированных тогда принципах, безусловно признаны в научной среде и считаются наиболее авторитетными.
Двухтомник Владимира Высоцкого с его текстологической подготовкой и примечаниями (1990) выдержал в различных издательствах около двадцати изданий.
Автор двух книг о творчестве Александра Галича, популяризирующих текстологию как науку и развивающих принципы подготовки текстов звучащей литературы (2001, 2003), книги воспоминаний о Булате Окуджаве (2005); сборника статей и материалов о крылатых выражениях из авторской песни (2011); соавтор книги комментариев к песням Владимира Высоцкого (с А. В. Кулагиным; 2009, 2010).
С 2003 года является главным редактором и составителем ежегодного альманаха «Голос надежды. Новое о Булате». Продолжает выступать со статьями и рецензиями на страницах научных сборников, а также журналов «Континент», «Грани», «Вопросы литературы», «Новое литературное обозрение».
С 2003 года — член Союза российских писателей.

## Основные работы

### Авторские книги
- Галич — «соавтор». М.: Благотворительный фонд Владимира Высоцкого, 2001. 124 с. ISBN 5-93038-005-8.
- Не квасом земля полита…: Примеч. к «человеч. трагедии» Александра Галича. 2-е изд., испр. и доп. Углич: Промдизайн К, 2003. 92 с.
- Мои воспоминания о Мастере, или Как я стал агентом КГБ. М.: Булат, 2005. 160 с. ISBN 5-98557-004-5.
- Высоцкий как энциклопедия советской жизни: Комментарий к песням поэта / В соавт. с А. В. Кулагиным. 2-е изд., испр. и доп. М.: Булат, 2010. 384 с. ISBN 978-5-91457-008-5.
- Слова — как ястребы ночные: О крылатых выражениях из авторской песни. м.: Булат, 2011. 272 с. ISBN 978-5-91457-011-5.
- Проверено временем: о текстологии и поэтике Галича. M.: Либрика, 2020. 630 с. ISBN 978-5-906922-67-0.
- Булат Окуджава: белые пятна биографии. М.: Булат, 2022. 400 с. ISBN 978-5-6046243-1-9.

### Составленные тематические сборники, антологии и альманахи
- Владимир Высоцкий. Четыре четверти пути: Сб. / Сост. и примечания; Подгот. текстов стихотворений совм. с Б. Акимовым. М.: Физкультура и спорт, 1988. 286 с.; То же: 4-е изд.1990. ISBN 5-278-00288-3.
- Старатель: Ещё о Высоцком. Сб. восп. / Сост. совм. с Ю. Тыриным; Худож. М. Златковский. М.: Аргус, 1994. 400 с. ISBN 5-85549-039-4.
- Мир Высоцкого: Исслед. и материалы: Альм. / Совм. с Б. Б. Жуковым. М.: ГКЦМ В. С. Высоцкого, 1997. [Вып. I]. 535 с. ISBN 5-901070-01-1.
- Мир Высоцкого / Совм. с В. Ф. Щербаковой [здесь и далее]. Вып. II. М.: ГКЦМ В. С. Высоцкого, 1998. 672 с. ISBN 5-88673-010-9.
- Мир Высоцкого. Вып. III. В 2 т. М.: ГКЦМ В. С. Высоцкого, 1999. 608+624 с. ISBN 5-88673-011-7; ISBN 5-93038-010-4.
- Мир Высоцкого. Вып. IV. 2000. 704 с. ISBN 5-93038-001-5.
- Мир Высоцкого. Вып. V. М., 2001. 720 с. ISBN 5-93038-007-4.
- Мир Высоцкого. Вып. VI. М., 2002. 520 с. ISBN 5-901070-05-4.
- Галич: Проблемы поэтики и текстологии. Вып. 1. М.: ГКЦМ В. С. Высоцкого, 2001. 232 с. (Прил. к V вып. альм. «Мир Высоцкого»). ISBN 5-93038-006-6.
- Галич: Новые ст. и материалы. Вып. 2. М.: ЮПАПС, 2003. 288 с. ISBN 5-89467-016-0.
- Галич: Новые ст. и материалы. Вып. 3. М.: Булат, 2009. 368 с. ISBN 978-5-91457-005-4.
- Окуджава: Проблемы поэтики и текстологии. М.: ГКЦМ В. С. Высоцкого, 2002. 260 с. (Прил. к VI вып. альм. «Мир Высоцкого»). ISBN 5-90107-003-8.
- Голос надежды: Новое о Булате Окуджаве. [Вып. 1]. М.: Булат, 2004. 448 с. ISBN 5-98557-001-0.
- Голос надежды. Вып. 2. М., 2005. 496 с. ISBN 5-98557-003-7.
- Голос надежды: Новое о Булате. Вып. 3. М., 2006. 544 с. ISBN 5-98557-005-3.
- Голос надежды. Вып. 4. М., 2007. 512 с. ISBN 978-5-98557-009-0.
- Голос надежды. Вып. 5. М., 2008. 624 с. ISBN 978-5-91457-001-6.
- Голос надежды. Вып. 6. М., 2009. 496 с. ISBN 978-5-91457-006-1.
- Голос надежды. Вып. 7. М., 2010. 624 с. ISBN 978-5-91457-010-8.
- Голос надежды. Вып. 8. М., 2011. 554 с. ISBN 978-5-91457-012-2.
- Голос надежды. Вып. 9. М., 2012. 692 с. ISBN 978-5-91457-016-0.
- Голос надежды. Вып. 10. М., 2013. 672 с. ISBN 978-5-91457-018-4.
- Окуджава. Высоцкий. Галич...: Науч. альм. / Совм. с С. В. Свиридовым: В 2 кн. М.: Либрика, 2021. 864 с. ISBN 978-5-906922-96-0.

### Избранные библиографии
- Владимир Семенович Высоцкий: Список лит. (Критика, филология, лингвистика, текстология, вуз. и шк. преподавание, рец., библиогр.). М.: ГКЦМ В. С. Высоцкого, 1998. 16 с.
- Владимир Семёнович Высоцкий: (Критика, филология, лингвистика, текстология, вузов. и шк. преподавание, рец., справ. материалы). Список лит. М.: ГКЦМ В. С. Высоцкого, 2000. 16 с. ISBN 5-93038-004-8.
- Владимир Семенович Высоцкий: (Критика, филология, лингвистика, текстология, вузов. и шк. преподавание, рец., коммент., библиогр.). М.: ГКЦМ В. С. Высоцкого, 2003. 16 с. ISBN 5-901070-06-2.
- Артисту и поэту Владимиру Высоцкому: 109 кн. из б-ки поэта [с дарственными] // Совет. библиогр. 1991. № 3 (май-июнь). С. 125—135.
- Список книг из библиотеки В. С. Высоцкого: (II) / Совм. с М. Э. Тихомировой, Е. Ю. Илютиной // Мир Высоцкого. М., 1997. [Вып. I]. С. 456—476.
- Публикации научного характера о Владимире Высоцком, не входившие в библиографии // Мир Высоцкого: Исслед. и материалы: Альм. Вып. III: [В 2 т.]. М.: ГКЦМ В. С. Высоцкого, 1999. Т. 2. С. 584—587.
- Владимир Высоцкий: [Кн. 1981—1999] / Совм. с В. Юровским // 50 российских бардов: Справ. / Сост. Р. Шипов. М.: Магазин «Москва», 2001. С. 102—120. (Б-ка журн. «Вагант-Москва»; Вып. 422—433).
- Владимир Семенович Высоцкий: Библиогр. список [Критика, науч. публ. 2002—2004; Доп. к 2000—2002] // Поэзия и песня В. Высоцкого: Пути изучения. Сб. науч. ст. Калининград: Изд-во РГУ им. И. Канта, 2006. С. 174—189.
- Новинки высоцковедения: (Критика, филология, лингвистика, текстология, вузов. и шк. преподавание, рец., библиогр.). Библиогр. список лит. 2005—2006 // Владимир Высоцкий в контексте художественной культуры: Сб. науч. ст. Самара: Самар. ун-т, 2006. С. 292—300.
- Александр Галич: [1988-1999] // 50 российских бардов. С. 121—132.
- Литература о творчестве Галича: (Критика, преподавание, науч. исслед. 1988—2001) // Галич: Проблемы поэтики и текстологии. [Вып. 1]. М.: ГКЦМ В. С. Высоцкого, 2001. 218—223 с.
- А. Галич в русскоязычном тамиздате: Библиогр. соч. (1965—1990) // Галич: Новые ст. и материалы. [Вып. 2]. М.: ЮПАПС, 2003. 273—278 с.
- Публикации Б. Окуджавы 1990—1993 гг. / Совм. с В. Ш. Юровским // Библиогр. 1994. № 2 (март-апр.). С. 66-76.
- Булат Окуджава. Скорбное лето девяносто седьмого: Материалы к библиогр. Моск. изд. // Библиогр. 1997. № 5 (сент. окт.). С. 59-69.
- Булат Шалвович Окуджава: [1945-1997; первые публикации; литература об О.] / Совм. с В. Ш. Юровским // Лит. обозрение. 1998. № 3 (май-июнь). С. 52-63.
- Булат Шалвович Окуджава: Кат. прижизн. публ. стихотворений: [Публикации в авт. сб.; стихи, не вошедшие в авт. сб.] // Мир Высоцкого: Исслед. и материалы. Альм. Вып. II. М.: ГКЦМ В. С. Высоцкого, 1998. С. 609—639.
- Булат Окуджава: Материалы к библиогр. (1997—1998) / Совм. с В. Ш. Юровским // «Свой поэтический материк…»: Науч. чтения, посвящ. 75-летию со дня рожд. Булата Окуджавы. М.: Каф. истории рус. лит. XX в. филолог. ф-та МГУ им. М. В. Ломоносова, 1999. С. 50-74.
- Булат Окуджава: [1945-2000: публикации стихов, не входившие в авт. сб.; 1993—2000: доп. к библиогр. И. Ханукаевой] / Совм. с В. Юровским // 50 российских бардов. С. 298—318.
- Булат Шалвович Окуджава: Материалы к библиогр. (1999—2000) / Совм. с В. Ш. Юровским // Голос надежды. [Вып. 1]. С. 408—432.
- Булат Шалвович Окуджава: Материалы к библиогр. (2001—2002) / Совм. с В. Ш. Юровским // Голос надежды. Вып. 2. С. 447—473.
- Библиографический список текстов Б. Окуджавы, не вошедших в его собрание / Совм. с В. Ш. Юровским // Голос надежды. Вып. 3. С. 511—520.
- Научное окуджавоведение за 2004—2006 годы: (Крат. библиогр. список ст.) / Совм. с В. Юровским // Голос надежды. Вып. 4. С. 489—493.
- Блиц и мини: К библиогр. Булата Окуджавы [1964-1999: Доп. изд.] / Совм. с В. Юровским // Голос надежды. Вып. 6. С. 460—477.
- Булат Окуджава: Библиогр. 2003—2005 гг. / Совм. с В. Ш. Юровским // Голос надежды. Вып. 8. С. 469—520.

### Составленные сборники произведений
- Высоцкий В. С. Я куплет допою…: Песни для кино / Подгот. текстов и примеч.; Запись рассказов о кино совм. с И. Роговым. М.: Киноцентр, 1988. 256 с.
- Высоцкий В. С. Поэзия и проза / Сост. совм. с Вл. Новиковым; Текстол. подгот., коммент. и библиогр. М.: Кн. палата, 1989. 448 с. (Популяр. б-ка) ISBN 5-7000-0135-7.
- Высоцкий В. С. Свой остров: Песни о море и моряках / Подгот. текстов и примеч. М.: Прометей, 1990. 74 с. ISBN 5-7042-0167-9.
- Высоцкий В. С. Сочинения: В 2 т. / Подгот. текста, коммент. и библиогр. М.: Худож. лит., 1990. 640+544 с. ; То же. — 13-е изд., испр. М.: Локид: Осирис, 1999. 528+528 с.
- Высоцкий В. С. 130 песен для кино / Текстол. подгот. и примеч. М.: Киноцентр, 1991. 304 с.
- Высоцкий В. С. Добро остаётся добром / Сост. подгот. текста и коммент. М.: Молодая гвардия, 2003. 410 с. (Б-ка лирич. поэзии). ISBN 5-235-02572-5.

### Избранные статьи
- К вопросу о текстологии произведений В. С. Высоцкого // В. С. Высоцкий: исследования и материалы. Воронеж: Изд-во ВГУ, 1990. С. 169—177.
- О жанровых песнях и их языке: (По материалам творческого наследия Александра Галича) // Мир Высоцкого. [Вып. I]. М., 1997. С. 365—371.
- «Про нас про всех»?: Исторический контекст песни «Охота на волков» // Мир Высоцкого. Вып. II. М., 1998. С. 28-43.
- Александр Галич: детали биографии и реалии эпохи // История. 1999. Дек. (№ 45). С. 14-16.
- Как это всё было на самом деле // Вопросы литературы. 1999. Вып. 6. С. 279—286.
- О трёх «антипосвящениях» Александра Галича // Континент. 2000. № 105. С. 313—343.
- О проблемах датировки авторских песен: На примере творчества Александра Галича // Галич: Проблемы поэтики и текстологии: Сб. М., 2001. С. 166—203.
- «Снова август» // Вопросы литературы. 2001. Вып. 1. С. 298—311.
- Песня «Через десять лет»: трудный случай текстологии // Мир Высоцкого. Вып. V. М., 2001. С. 375—386.
- Рядовой Борисов и рядовой Банников: А. Грин и Высоцкий // Творчество Владимира Высоцкого в контексте художественной культуры XX века: Сб. ст. Самара: Дом печати, 2001. С. 60-65.
- Заметки администратора на полях высоцковедения // Вопросы литературы. 2002. № 4 (июль-авг.). С. 360—385.
- «Коломийцев в полный рост» // Иерусалимский журнал. 2002. № 11. С. 166—178.
- О задачах и особенностях текстологии поэтических произведений Б. Ш. Окуджавы: К постановке проблемы // Окуджава: Проблемы поэтики и текстологии. М., 2002. С. 163—193.
- Алексей Толстой в устном рассказе Александра Галича // «Третий Толстой» и его семья в русской литературе: Сб. науч. ст. Самара: Изд-во Администрации Самар. обл., 2003. С. 183—191.
- Песня про острова // Галич: Новые статьи и материалы: Сб. М.: ЮПАПС, 2003. С. 17-30.
- «За хурдою-мурдой»: О четвёртом «антипосвящении» Галича // Галич: Новые статьи и материалы: Сб. М.: ЮПАПС, 2003. С. 40-52.
- Реалии эпохи в поэзии Высоцкого: Проблемы комментирования // Русская литература XX—XXI веков: проблемы теории и методологии изучения. Материалы Междунар. науч. конф. 10-11 нояб. 2004 г. М.: Изд-во Моск. ун-та, 2004. С. 140—145.
- Биографический миф и реальная биография поэта: Легенда о невстрече Окуджавы с Ахматовой // Русская литература XX—XXI веков: проблемы теории и методологии изучения: Материалы Второй Междунар. науч. конф. 16-17 нояб. 2006 г. М.: Изд-во Моск. ун-та, 2006. С. 65-68.
- Шансонье всея Руси в ландшафте тоталитарной системы // Поэзия и песня В. Высоцкого: Пути изучения. Сб. науч. ст. Калининград: Изд-во РГУ им. И. Канта, 2006. С. 4-51.
- В поисках одной даты; Воротясь из Тагила // Голос надежды. Вып. 3. М., 2006. С. 163—177, 222—230.
- Как «разрешали» Высоцкого: 1986 год / В соавт. с А. В. Кулагиным // Из истории филологии: Сб. ст. и материалов к 85-летию Г. В. Краснова. Коломна: КГПИ, 2006. С. 144—154.
- «Фотограф Жора» и его родственник «Промоксис»: «Тупиковая ветвь» творчества? / В соавт. с А. В. Кулагиным // Голос надежды. Вып. 4. М., 2007. С. 196—235.
- О современном состоянии и проблемах комментирования поэтических текстов В. Высоцкого // Владимир Высоцкий: исследования и материалы 2007—2009 гг.: Сб. науч. тр. Воронеж: ВГПУ, 2009. С. 43-61.
- О двух «окуджавских» песнях Галича // Галич: Новые ст. и материалы. Вып. 3. М., 2009. С. 289—322.
- Размышления о самоиронии, корректности цитирования, агглютинации и конфабуляции, или О том, как и когда молодые поэты «били» Булата Окуджаву // Голос надежды. Вып. 6. М., 2009. С. 234—305.
- Библиографические записки с эпиграфами: (По разным поводам этюды) // Голос надежды. Вып. 7. М., 2010. С. 483—514.
- Шагающий не в ногу: Уроки ЮФа // Жажда дружбы: Карякин о друзьях; Друзья о Карякине. М.: Радуга, 2010. С. 332—337.
- Цена вопроса: [О неучастии Б. Окуджавы в альманахе «Метрополь»] // Грани. Вып. 239. Париж, 2011. С. 6-15.
- «Былое нельзя воротить…»: [Записки на полях окуджавоведения] // Грани. Вып. 240. Париж, 2011. С. 180—214.
- «Сердечные песни»: Окуджава и Ив Монтан / В соавт. с А. В. Кулагиным // Голос надежды. Вып. 8. М., 2011. С. 204—254.
- Из запасных файлов // Вопр. лит. 2012. Вып. 1. С. 399—417.
- Из записей на полях опубликованного // Голос надежды. Вып. 9. М., 2012. С. 523—529.
- «Высоцкий. Спасибо, что живой»: Об этимологии крылатого выражения / В соавт. с И. В. Шумкиной // В поисках Высоцкого. Пятигорск, 2012. № 6. С. 41-50.
- Фразеологический потенциал песни «Братские могилы»: Цитаты, крылатые строки и их трансформации // Владимир Высоцкий: исследования и материалы 2011—2012 гг.: [Сб. науч. тр.]. Воронеж: ВГПУ, 2012. С. 276—315.
- Воркута, Инта, Сыктывкар: Десять дней на Севере // Голос надежды. Вып. 10. М., 2013. С. 517—549.
- Версии о начале семидесятых // Голос надежды. Вып. 10. М., 2013. С. 550—566.
- Как запрещали Высоцкого: Три документа нач. 1980-х из архива ЦК КПСС // В лучистой филиграни…: Сб. науч. Тр. к 65-летию С. М. Шаулова / Сост. Б. В. Орехов[баш.], С. С. Шаулов. Уфа: БГПУ, 2014. С. 90-99.
- О датировке песни Окуджавы «Мастер Гриша» // «А иначе зачем на Земле этой вечной живу…»: Художеств. мир Булата Окуджавы. Материалы Четвёртых междунар. науч. чтений «Калуга на лит. карте России» / Ответ. ред. И. А. Каргашин. Калуга: КГУ им. К. Э. Циолковского, 2014. С. 24-31.
- Булат Окуджава и Владимир Высоцкий: История знакомства // Russian Literature (Netherlands). Elsevier Science Publ., 2015. Vol. 77, Issue 2 (15 febr.). P. 197—222.
- Легенды из жизни авторской песни: записки на полях // Чистая образность: Сб. науч. тр. в честь И. А. Каргашина / Сост. Е. А. Балашова. Калуга: Политоп, 2017. С. 140—148.
- «Ванька Морозов», его друзья и недруги // «Как он дышит, так и пишет»: Сб. науч. тр. к 60-летию проф. А. В. Кулагина / Отв. ред. В. А. Викторович. Коломна: ГСГУ, 2018. С. 93-110.